# Carl-Theodor Kromer
Carl-Theodor Kromer von Baerle (* 10. August 1901 in Freiburg im Breisgau; † 28. August 1993 ebenda) war ein deutscher Ingenieur.

## Leben
Carl-Theodor Kromer war ein Sohn aus der Ehe des Fabrikanten Max Kromer und der Elisabeth Kromer, geborene Krebs. Nach dem Abitur arbeitete er anfangs in der Eisenwarenfabrik seines Vaters. Er studierte an den Technischen Hochschulen Karlsruhe und Stuttgart und erwarb 1922 das Diplom. In den folgenden Jahren war er als Technischer Leiter im elterlichen Betrieb tätig. Von 1927 bis 1929 war er technisch-wirtschaftlicher Berater in den Kraftübertragungswerken Rheinfelden. Bei seinem Vorgesetzten, dem Karlsruher Professor Robert Haas, promovierte er 1930 zum Dr.-Ing.
Von Frühjahr 1929 an war er bei der Generaldirektion der Gesellschaft für elektrische Unternehmungen in Berlin. 1943 wechselte er in den Vorstand des Energieversorgungsunternehmens Badenwerk in Karlsruhe. In dieser Funktion war er ab 1956 Mitglied des Beirats für Kernenergie beim Wirtschaftsministerium Baden-Württemberg. Von 1953 an lehrte er als Honorarprofessor für Elektrizitätswirtschaft an der Technischen Hochschule Karlsruhe. Nach Eintritt in den Ruhestand gehörte er von 1968 bis 1980 dem Aufsichtsrat der Badenwerk AG an.
Er war verheiratet mit Maria Luise von Baerle, der einzigen Tochter eines Berliner Kunsthistorikers und seiner Frau, die aus einer Fabrikantendynastie stammte. Sie hatten sich von 1905 bis 1907 ein Sommerhaus am Titisee erbauen lassen, das 1968 als Maria-Luise-Kromer-Haus benannt wurde und heute von EnBW für Seminare genutzt wird.

## Ehrungen
- 1952: Verdienstkreuz (Steckkreuz) der Bundesrepublik Deutschland
- 1966: Aufnahme in den Ritterorden vom Heiligen Grab zu Jerusalem
- 1968: Großes Verdienstkreuz der Bundesrepublik Deutschland
- Ehrensenator der Universität Freiburg
- Universitätsmedaille der Universität Freiburg